# Ambivali
Ambivali – wieś w Indiach położona w stanie Maharasztra, w dystrykcie Thane, w tehsilu Dahanu.
Według spisu ludności Indii z 2011 roku, w Ambivali znajduje się 159 gospodarstw domowych, które zamieszkuje 798 osób.